# Joseph Amlong

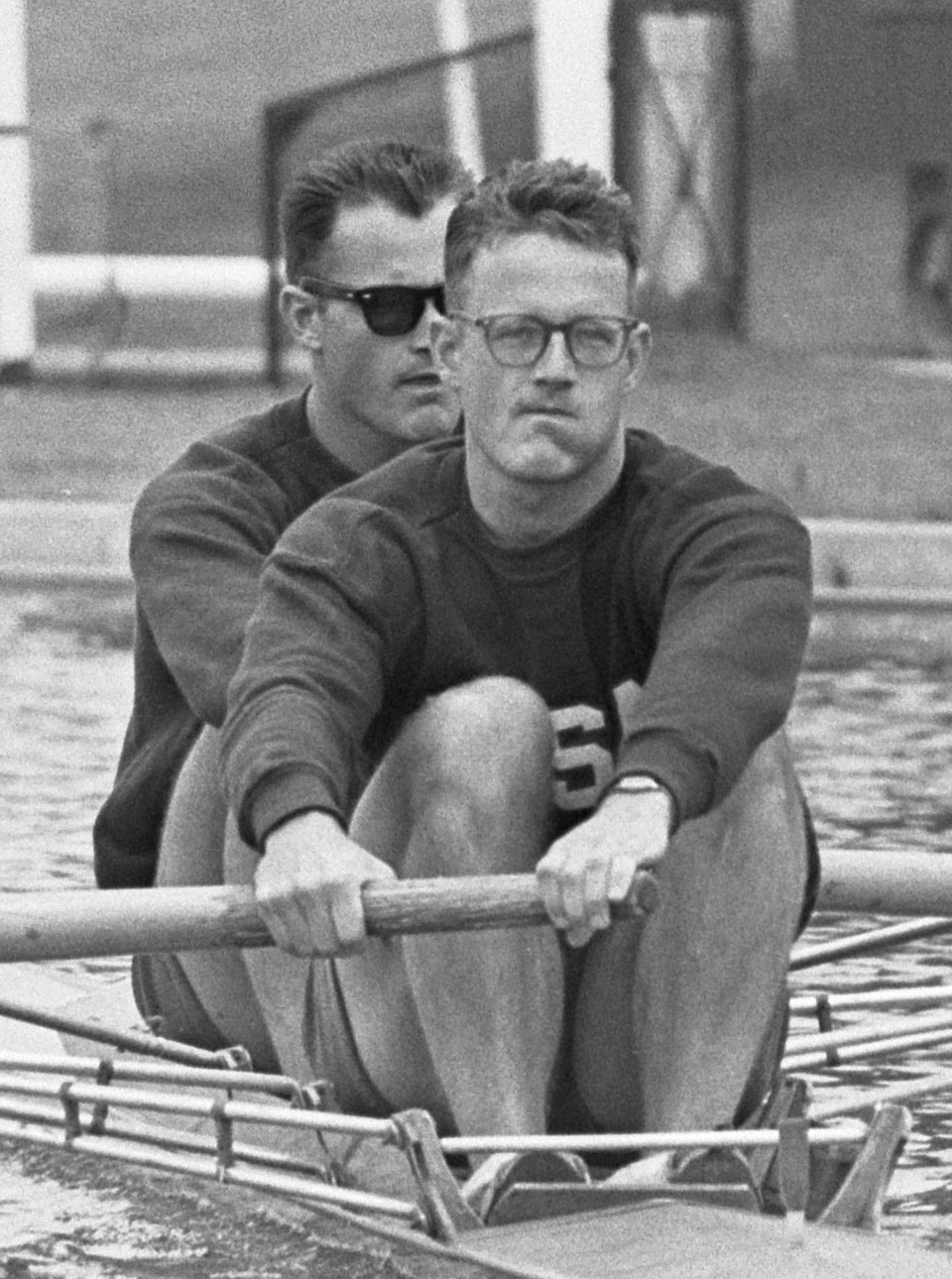
Thomas und Joseph Amlong (1964 in Amsterdam)

Joseph „Joe“ Brian Amlong (* 17. Dezember 1936 in Haines, Alaska; † 1. Juli 2019 in Vero Beach, Florida) war ein amerikanischer Ruderer.

## Leben und Karriere
Joseph Amlong begann mit dem Rudersport in Belgien, als sein Vater dort stationiert war. Joseph Amlong schloss 1961 die United States Military Academy in West Point ab und war danach in Fort Knox stationiert. Er und sein Bruder Thomas waren Mitglied des Vesper Boat Club in Philadelphia. 1963 belegten die Amlong-Brüder im Zweier den zweiten Platz in Henley. Bei den Olympischen Spielen 1964 stellte mit dem Boot vom Vesper Boat Club erstmals ein Verein den US-Achter und nicht eine Hochschule. Der US-Achter war Außenseiter gegen den favorisierten Deutschland-Achter. Die beiden Boote trafen bereits im ersten Vorlauf aufeinander und der Deutschland-Achter siegte mit 0,28 Sekunden Vorsprung. Im Finale siegte das US-Boot mit über fünf Sekunden Vorsprung.
Nach seiner sportlichen Karriere gehörte Joseph Amlong noch weitere zwanzig Jahre der US Air Force an und beendete seine militärische Laufbahn als Captain. Anfang Juli 2019 verstarb Amlong in Vero Beach, Florida im Alter von 82 Jahren.